# Biljanovac
Biljanovac (en serbe cyrillique : Биљановац) est un village de Serbie situé dans la municipalité de Raška, district de Raška. Au recensement de 2011, il comptait 530 habitants.

## Démographie

### Évolution historique de la population
| 1948 | 1953 | 1961 | 1971 | 1981 | 1991 | 2002 | 2011 |
| ---- | ---- | ---- | ---- | ---- | ---- | ---- | ---- |
| 254  | 307  | 421  | 408  | 505  | 610  | 587  | 530  |

|  |